# Jamie Redknapp
Jamie Frank Redknapp, född 25 juni 1973, är en engelsk före detta professionell fotbollsspelare (mittfältare) som under 1990-talets andra hälft spelade 17 matcher för det engelska landslaget. Mellan 1991 och 2002 spelade Redknapp totalt 308 matcher och gjorde 41 mål för Liverpool. Efter fotbollskarriären har han bland annat varit aktuell som expertkommentator åt Sky Sports.

## Klubblagskarriär
Redknapp spelade som ung i Tottenhams juniorlag men skrev 1989 på för Bournemouth som tränades av hans far Harry Redknapp. När Liverpools dåvarande manager Kenny Dalglish den 15 januari 1991 betalade 350 000 pund för Redknapp var det en av de högsta summorna som hade betalats för en tonåring i England. Han debuterade för Liverpool den 23 oktober samma år i en match mot Auxerre i UEFA-cupen och blev därmed den yngsta spelaren i klubbens historia (18 år och 120 dagar gammal) att spela en europeisk cupmatch. Hans första mål för klubben gjorde han mot Southampton i december några månader senare. Redknapp spelade bara 10 matcher för Liverpool säsongen 1991-1992 men under de tre nästkommande säsongerna etablerade han sig mer och mer i startelvan (40 matcher 1992-1993, 41 matcher 1993-1994 och 55 matcher 1994-1995). Säsongen 1994-1995 vann Liverpool ligacupen. Redknapp tillhörde, tillsammans med bland andra Steve McManaman, Robbie Fowler och Jason McAteer, en generation Liverpool-spelare som skämtsamt kallades för "Spice Boys" i den engelska pressen. I november 1995 drog Redknapp på sig den första av en serie allvarliga skador i en landskamp mot Schweiz. Efter fyra månaders rehabilitering kunde han börja spela fotboll igen men skadade sig på nytt under sommarens EM-slutspel. Han blev borta från spel till september samma år. Den 24 maj 1997 skadade han sig på nytt och blev borta i fem månader. Efter att ha missat VM 1998 på grund av en skada han ådrog sig två månader innan turneringen gjorde han säsongen 1998-1999 10 mål på 39 matcher. Sommaren 1999 blev han utsedd till lagkapten av managern Gerard Houllier, men i november drog han på sig ytterligare en skada och blev den här gången borta i fyra månader. Då Liverpool säsongen 2000-2001 vann FA-cupen, UEFA-cupen och ligacupen spelade Redknapp inga matcher på grund av sina skador. 
I april 2002 skrev Redknapp på ett kontrakt med Tottenham Hotspur. Han spelade 48 ligamatcher för klubben fram tills januari 2005 då han skrev på för Southampton och fick då för andra gången under sin karriär sin far som tränare. Vid säsongens slut meddelade han dock att han slutade med fotbollen.
När Liverpools officiella hemsida med hjälp av klubbens supportrar 2006 sammanställde listan "100 Players Who Shook The Kop", en lista över de 100 spelare som gjort störst avtryck på supportrarna, hamnade Redknapp på plats 40.

## Landslagskarriär
Mellan 1993 och 1994 spelade Redknapp 18 matcher, gjorde 5 mål och var lagkapten för Englands U21-landslag. Han debuterade i seniorlandslaget den 6 september 1995 i en match mot Colombia. Redknapps enda stora turnering med landslaget var EM 1996 då han missade både VM 1998 och EM 2000 på grund av skada. Hans första och enda landslagsmål gjorde han i en vänskapsmatch mot Belgien den 10 oktober 1999. Redknapp spelade sin sista landskamp 1999 och hade då spelat 17 landskamper och gjort 1 mål.

### Webbkällor
- ”Past Player Profile”. liverpoolfc.tv. http://www.liverpoolfc.tv/history/past-players/jamie-redknapp. Läst 8 december 2009.
- ”Player Profile”. LFChistory.net. http://www.lfchistory.net/player_profile.asp?player_id=396. Läst 30 november 2009.